# Río Actopan
Pour les articles homonymes, voir Actopan.
Le Río Actopan est un fleuve situé dans le centre de l'État de Veracruz. S'écoulant d'ouest en est, il se jette dans le golfe du Mexique. Le volcan Cofre de Perote et son parc national font partie de son bassin versant. La rivière Río Idolos est son principal affluent, tandis que l'une de ses rivières tributaires, le Río Sedeño, passe un peu nord de la capitale de l'État de Veracruz, Xalapa. L'embouchure du fleuve se situe dans la municipalité d'Úrsulo Galván.